# Rebecca "Newt" Jorden
Rebecca Newt Jorden este un personaj fictiv din filmele Aliens(1986) și Alien 3(1992).Rolul ei a fost interpretat în Aliens de Carrie Henn care avea 12 ani,iar în Alien 3 de Danielle Edmond,tot de 12 ani(în 1992),pentru începutul filmului.